# Övre Kvarnsjön, Västmanland
Övre Kvarnsjön är en sjö i Skinnskattebergs kommun och Smedjebackens kommun i Västmanland och ingår i Norrströms huvudavrinningsområde. Sjön är 9 meter djup, har en yta på 0,0844 kvadratkilometer och befinner sig 224,4 meter över havet. Sjön avvattnas av vattendraget Jerån.

## Delavrinningsområde
Övre Kvarnsjön ingår i det delavrinningsområde (664593-148796) som SMHI kallar för Mynnar i Storsjön. Medelhöjden är 201 meter över havet och ytan är 17,35 kvadratkilometer. Det finns inga avrinningsområden uppströms utan avrinningsområdet är högsta punkten. Jerån som avvattnar avrinningsområdet har biflödesordning 4, vilket innebär att vattnet flödar genom totalt 4 vattendrag innan det når havet efter 210 kilometer. Avrinningsområdet består mestadels av skog (73 procent). Avrinningsområdet har 3,2 kvadratkilometer vattenytor vilket ger det en sjöprocent på 9,6 procent.